# Suzanne Roger
Pour les personnes ayant le même patronyme, voir Roger.
Suzanne Roger, née le 28 avril 1898 à Paris et morte dans cette même ville le 3 janvier 1986, est une peintre française.

## Biographie
Suzanne Roger est née dans une famille d'universitaires. Très jeune, elle est élève de Paul Sérusier et Maurice Denis à l'Académie Ranson à Paris.
En 1919, elle épouse le peintre André Beaudin.
Avec l'appui de Max Jacob et de Juan Gris, elle entre à la galerie Kahnweiler dès 1923.
Elle participe en 1941 à l'exposition des « Vingt jeunes peintres de tradition française », organisée par Jean Bazaine, première exposition de peinture d'avant-garde sous l'Occupation.

## Œuvres
- Autun, musée Rolin :
  - Bateaux, 1951, gouache sur papier[3] ;
  - Bateau, frégate et vigne, 1962, gouache sur papier[4] ;
  - Chef d'orchestre, 1963, gouache sur papier[5] ;
  - Hommes cassant leur fusil, mangeant et dansant, 1964, encre et crayon sur papier[6] ;
  - Scène champêtre, 1969, crayon et gouache sur papier[7].
- Grenoble, musée de Grenoble :
  - Les Pêcheurs, huile sur toile[8] ;
  - Le Prisonnier, 1935, huile sur toile[9]
  - Le 14 juillet 1939, avant 1960, huile sur toile[10].
- Lille, Lille Métropole - musée d'Art moderne, d'Art contemporain et d'Art brut : Les Ravaudeuses, 1924, huile sur toile[11].